# Georg Joseph Kamel
Georg Joseph Kamel (lateinisch Georgius Josephus Camellus, * 21. April 1661 in Brünn, Markgrafschaft Mähren, Habsburgermonarchie; † 2. Mai 1706 in Manila, Vizekönigreich Neuspanien) war ein mährisch-habsburgischer Jesuit und Naturforscher. Sein offizielles botanisches Autorenkürzel lautet „Kamel“.

## Leben und Wirken

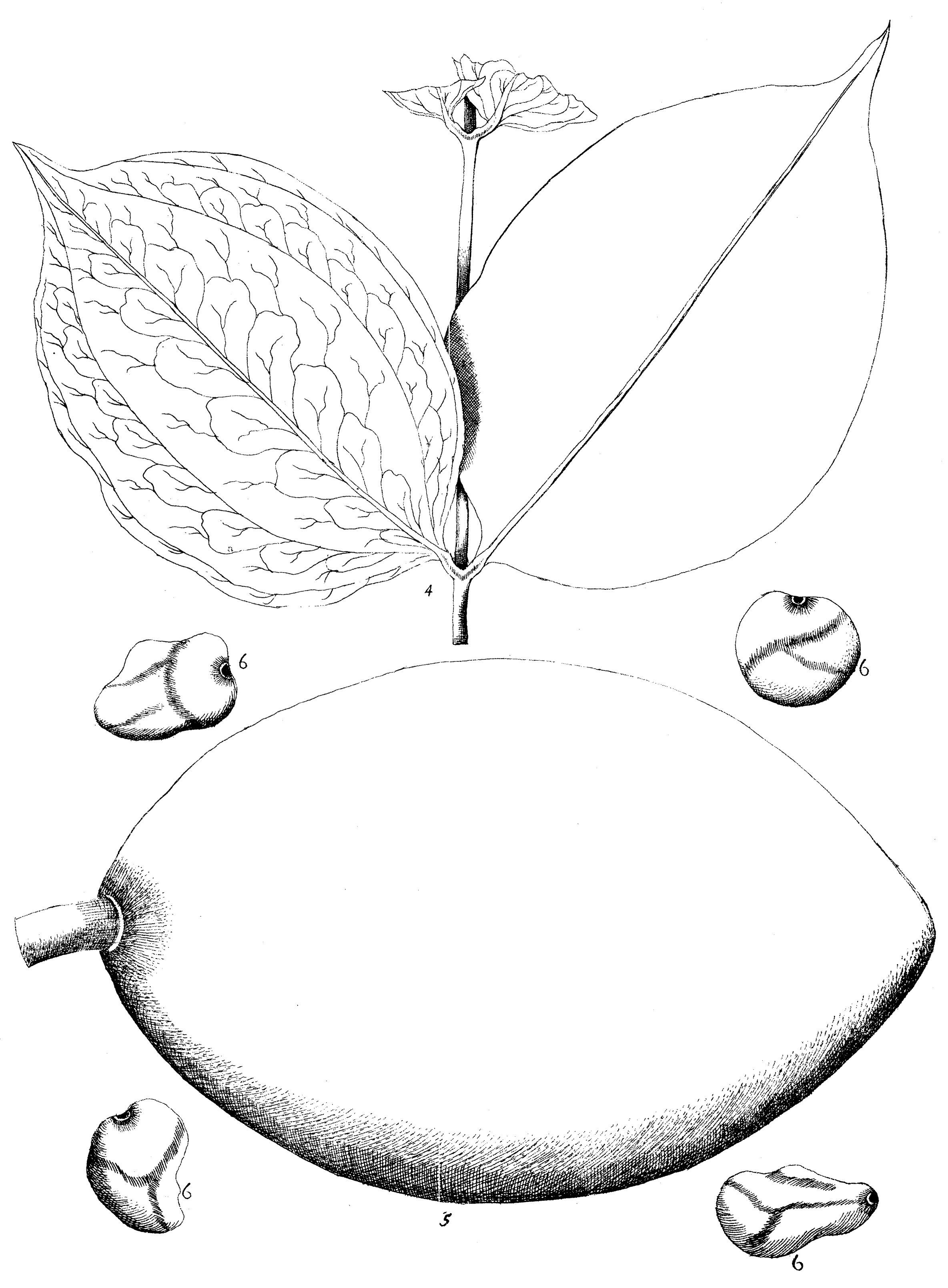
Kamels 1699 veröffentlichte Zeichnung von Strychnos ignatii

Kamel war ein Sohn des Tuchscherers Andreas Kamel und dessen Frau Rosina. Von 1672 an besuchte er das Gymnasium seiner Heimatstadt, an dem er im Juni 1679 seinen Abschluss machte. Am 12. November 1682 trat er als Novize in den Jesuitenorden ein. Kamel besuchte zunächst das Jesuitenseminar in Neuhaus und später die Jesuitenschule in Krummau, wo er als Apotheker ausgebildet wurde. 25. April 1687 wurde Kamel mit einer Reihe von anderen mährischen und böhmischen Missionaren auf die Philippinen gesandt. Der Weg führte ihn über Italien und Spanien nach Veracruz und Acapulco. Am 6. August 1689 traf Kamel in Manila auf der Hauptinsel Luzon ein und wurde der dortigen Jesuitenschule zugeteilt.
Dort errichtete er die Apotheke des Kollegs und legte einen Pflanzengarten an. Kamel war zunächst als Siechenmeister für die Gesundheit der Ordensmitglieder verantwortlich. 1695 beförderte ihn der Rektor zum „apothecarius“, 1699 wurde ihm der Titel „botanicus“ zuerkannt. Ab 1705 wurde Kamel durch drei Laienbrüder unterstützt, die ihm in der Apotheke und im Pflanzengarten halfen. Kamel blieb Laienbruder und legte das letzte Ordensgelübde erst am 15. August 1696, kurz nach seiner Ankunft in Manila ab. Kamel starb mit nur 45 Jahren an den Folgen einer Durchfallerkrankung.
Im asiatischen Raum hatte Kamel Briefkontakt mit dem im Dienst der niederländischen Ostindien-Kompanie stehenden und in Batavia stationierten Arzt Willem ten Rhijne sowie mit Samuel Browne, der Arzt der britischen Ostindien-Kompanie in Madras war. Ten Rhijne vermittelte ihn an andere holländischen Botanikern und versorgte Kamel mit Büchern. Überliefert sind zwei Briefe von ihm an Kamel (20. Juli 1698, 29. August 1699) und ein Brief Kamels an ihn (29. Oktober 1700). Der schriftliche Austausch mit Browne reichte bis in das Jahr 1696 zurück. Browne machte James Petiver auf Kamel aufmerksam, mit dem sich gleichfalls eine Korrespondenz entspann. Kamel sandte über Browne an Petivier Pflanzen und Samen von auf den Philippinen eingeführten chinesischen Arten. Die Listen mit über Browne im Januar 1698 an John Ray und Hans Sloane geschicktem Material blieben erhalten, die beiden Sätze seiner Notizen und Zeichnungen gingen jedoch bei einem Piratenüberfall verloren. Ein Jahr später schickte Kamel Ersatz an Browne, der jedoch kurz zuvor verstorben war. Mit Unterstützung von Brownes Nachfolger Edward Bulkley (1651–1714) erreichte die Sendung 1701 Ray.
Im Oktober 1698 hatte Ray einige Zeichnungen und Beschreibungen von auf den Philippinen wachsenden Pflanzen erhalten, die er für eine Veröffentlichung in den Philosophical Transactions der Royal Society geeignet hielt. Kamels erster Beitrag in den Philosophical Transactions erschien kurz darauf im Januar 1699. In der Märzausgabe folgte eine von einer Zeichnung begleitete Beschreibung der medizinischen Eigenschaften von Strychnos ignatii, einer Pflanze, deren Erstbeschreibung durch Peter Jonas Bergius erst 1778 erfolgte. Kamels Beiträge in den Philosophical Transactions waren nicht auf die Pflanzenwelt beschränkt. Er lieferte Beiträge über Vögel, Korallen, Fische, Weichtiere, Krebstiere, Vierfüßer und Schlangen (1706); Muscheln, Mineralien, Fossilien und Thermalquellen (1708) sowie Spinnen und Käfer (1711).

## Rezeption
Carl von Linné benannte ihm zu Ehren die Gattung Camellia (Kamelie) der Pflanzenfamilie der Teestrauchgewächse (Theaceae).
Anlässlich Kamels 300. Todestages wurde in seiner Geburtsstadt Brünn im Ethnographisches Museum Brünn Mitte März 2006 unter dem Titel „Kamélie exotická“ zunächst eine Kamelien-Ausstellung gezeigt. Daran schloss sich eine bis zum Juni gezeigte Ausstellung zu seinem Leben an, zu der auch ein Ausstellungskatalog veröffentlicht wurde. Auf Schloss Rájec nad Svitavou wurde eine Gedenkveranstaltung abgehalten. Vom 8. bis 10. Juni 2006 fand an der Veterinärmedizinischen und Pharmazeutischen Universität Brünn eine internationale Konferenz statt, die sich mit Kamels botanischen Leistungen beschäftigte. Am 21. Dezember 2006 sendete das Tschechische Fernsehen eine knapp einstündige Dokumentation über Kamel.

## Schriften
Anhang in Rays Historia plantarum
- Herbarium aliarumque stirpium in Insulâ Luzone Philippinarum Primariâ nascentium. In: John Ray: Historia plantarum. Band 3, London 1704, Anhang, S. 1–42 (online).
- Descriptiones fruticum & arborum Luzonis, a Revdo. In: John Ray: Historia plantarum. Band 3, London 1704, Anhang, S. 43–96 (online).

In den Philosophical Transactions der Royal Society
- A Description and Figure of the True Amomum, or Tugus. Sent from the Reverend Father George Camelli, at the Phillipine Isles, to Mr. John Ray and Mr. James Petiver, Fellows of the Royal Society. Band 21, Nummer 248, 1699, S. 2–4 (DOI:10.1098/rstl.1699.0002).
- An Account of the Vertues of Faba Sti Ignatii, Mentioned Last Transaction. Band 21, Nummer 250, 1699, S. 87 (DOI:10.1098/rstl.1699.0018).
- A Further and More Exact Account of the Same, Sent in a Letter from Father Camelli, to Mr. John Ray, and Mr. James Petiver, Fellows of the Royal Society. Band 21, Nummer 250, 1699, S. 88–94 (DOI:10.1098/rstl.1699.0019).
- An Account of Mr. Sam. Brown His Sixth Book of East India Plants, with Their Names, Vertues, Description, etc. By James Petiver, Apothecary, and Fellow of the Royal Society. To These are Added Some Animals, etc. Which the Reverend Father George Joseph Camel, Very Lately Sent Him from the Philippine Isles. In: Philosophical Transactions. Band 23, Nummer 277, 1702, S. 1055–1068 (DOI:10.1098/rstl.1702.0003).
- Georgij Josephi Cameli Observationes de Avibus Philippensibus; Communicatae a Jacobo Petiver. S. R. S. Band 23, Nummer 285, 1702 S. 1394–1399 (DOI:10.1098/rstl.1702.0051).
- A Description of Some Coralls, and Other Curious Submarines Lately Sent to James Petiver, Apothecary and Fellow of the Royal Society, from the Philippine Isles by the Reverend George Joseph Camel; As Also an Account of Some Plants from Chusan an Island on the Coast of China; Collected by Mr James Cuninghame, Chyrurgeon & F.R.S. Band 23, Nummer 286, 1702, S. 1419–1429 (DOI:10.1098/rstl.1702.0056).
- Tractatulus de Ambaro, a Reverendo D. D. G. J. Camello, Communicatus D. Jacobo Petiverio Societatis Regiae Socio. Band 24, Nummer 291, 1704, S. 1591–1596 (DOI:10.1098/rstl.1704.0017).
- R. P. Georg. Jos. Camel. Tractatus de Plantis Philippensibus Scandentibus, ad Jacobum Petiver, S. R. S. Missus. Band 24, Nummer 293, 1704, S. 1707–1722 (DOI:10.1098/rstl.1704.0034).
- Georg. Joseph. Camel. De Plantis Philippen-Sibus Scandentibus; Pars 2da. Ad Jacobum Petiver, S. R. S. Nuper Transmissa. Band 24, Nummer 294, 1704, S. 1763–1773 (DOI:10.1098/rstl.1704.0042).
- Georg. Joseph. Camel. de Plantis Philippensibus Scandentibus; Pars Tertia. Ad Jacobum Petiver, S. R. S. Nuper Transmissa. Band 24, Nummer 295, 1704, S. 1809 (DOI:10.1098/rstl.1704.0053).
- R. P. Geo. Jos. Camelli, De Plantis Philippen-Sibus Scandentibus, Pars Quarta. Ad D. Jacobum Petiver, S. R. S. Nuper Transmissa. Band 24, Nummer 296, 1704, S. 1816–1842 (DOI:10.1098/rstl.1704.0055).
- De Piscibus, Moluscis & Crustaceis Philippensibus, Ex MSS. R. P. Geo. Jos. Camelli ad D. Jacobum Petiver, S. R. S. Transmissis. Band 24, Nummer 301, 1704, S. 2043–2080 (DOI:10.1098/rstl.1704.0084).
- De Quadrupedibus Philippensibus Tractat. a Reverendo Georg. Jos. Camel. Transmissus Jacobo Petiver, Pharmacop. & Societ. Regiae Soc. Londini.  Band 25, Nummer 305, 1706, S. 2197–2204 (DOI:10.1098/rstl.1706.0002).
- De Monstris, Quasi Monstris & Monstrosis; Item de Serpentibus, etc. Philippensibus, ex MS. R. P. Geo. Jos. Camelli. Communicavit D. Jac. Petiver. Pharmacop. Lond. & S. R. S. Band 25, Nummer 307, 1706, S. 2266–2276 (DOI:10.1098/rstl.1706.0019).
- De Conchy Liss Turbinatis, Bivalvibus & Univalvibus, Item de Mineralibus, Fossilibus, & Thermis Phillippensibus, ex M S S. R. P. Geo. Jos. Kamel. Communicavit D. Jacobus Petiver, Pharmacop. Londin. & Soc. Reg. S. Band 25, Nummer 311, 1706, S. 2397–2408 (DOI:10.1098/rstl.1706.0043).
- De Variis Animalibus Philippensibus, ex MSS. R. P. Geo. Jos Camelli. Communicavit D. Jac. Petiver, S. R. S. Band 26, Nummer 318, 1708, S. 241–248 (DOI:10.1098/rstl.1708.0037).
- De Araneis & Scarabaeis Philippensibus. Ex MSS. R. P. Geo. Jos. Camelli. Communicavit Jacobus Petiver, S. R. S. Band 27, Nummer 331, 1711, S. 310–315 (DOI:10.1098/rstl.1710.0025).

## Nachweise